# Hat Full of Stars
Hat Full Of Stars è il quarto album di Cyndi Lauper pubblicato nel 1993 dalla Epic Records.

## Il disco

### Produzione
Primo album prodotto e pubblicato negli anni novanta (1993) dopo i clamori e il successo della cantante newyorchese negli anni ottanta. Si tratta di un disco maturo, sia nei temi che nei suoni, oltre che nell'uso della voce che in questo album raggiunge vette davvero eccellenti.
La Lauper è autrice di tutti i brani, in collaborazione con artisti come Rob Hyman, già coautore del classico Time After Time, ed Eric Bazilian, dei Hooters, anche Junior Vasquez, Mary Chapin Carpenter e Nicky Holland.

### Tematiche
I temi trattati comprendono le violenze domestiche (Broken Glass), gli aborti clandestini (Sally's Pigeons), il razzismo (Tear a Part Hate), e gli abusi sui minori (Lies).

### Brani
Il disco è trainato da singoli come l'elegante Who Let In The Rain, riflessione sulla fine di un lungo rapporto sentimentale, e That's What I Think, briosa ed edita anche in molte versioni remixate, e che segnò il ritorno dell'artista alla musica con un look molto più sobrio (come già annuncia l'immagine di copertina in bianco e nero) e un piglio autoriale molto deciso e forte.

### Successo Commerciale e Critica
Malgrado le lodi della critica, l'album ha segnato il deciso (e voluto) abbandono delle logiche commerciali del mercato musicale da parte dell'artista. Stessa scia porterà all'uscita dell'ottimo Sisters of Avalon 3 anni più tardi.

## Tracce
1. That's What I Think (Cyndi Lauper, Eric Bazilian, Rob Hyman, Allee Willis) – 4:39
2. Product Of Misery (Lauper, Bazilian, Hyman) – 4:11
3. Who Let In The Rain (Lauper, Willis) – 4:37
4. Lies (Lauper, Willis) – 3:40
5. Broken Glass (Lauper, Marv DePeyer, Junior Vasquez) – 5:34
6. Sally's Pigeons (Lauper, Mary Chapin Carpenter) – 3:48
7. Feels Like Christmas (Lauper, Bazilian, Hyman) – 4:35
8. Dear John (Lauper, Bazilian, Hyman) – 3:40
9. Like I Used To (Lauper, Willis) – 4:28
10. Someone Like Me (Lauper, Bazilian, Hyman, Willis) – 4:07
11. A Part Hate (Lauper, Tom Gray, David Thornton) – 4:56
12. Hat Full of Stars (Lauper, Nicky Holland) – 4:28